# Fuhr am Hallstättersee

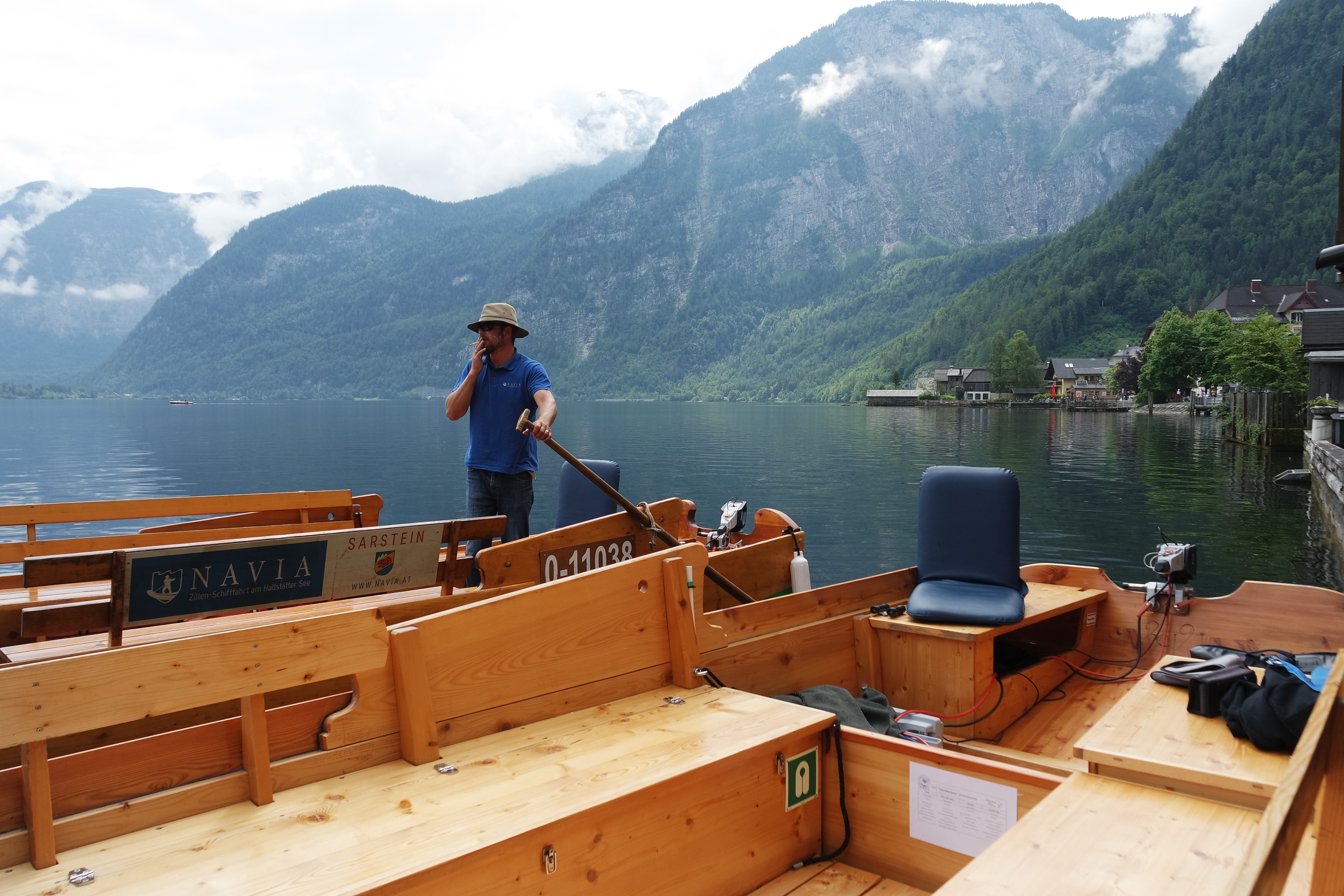
Fuhr mit Elektromotor zur touristischen Nutzung

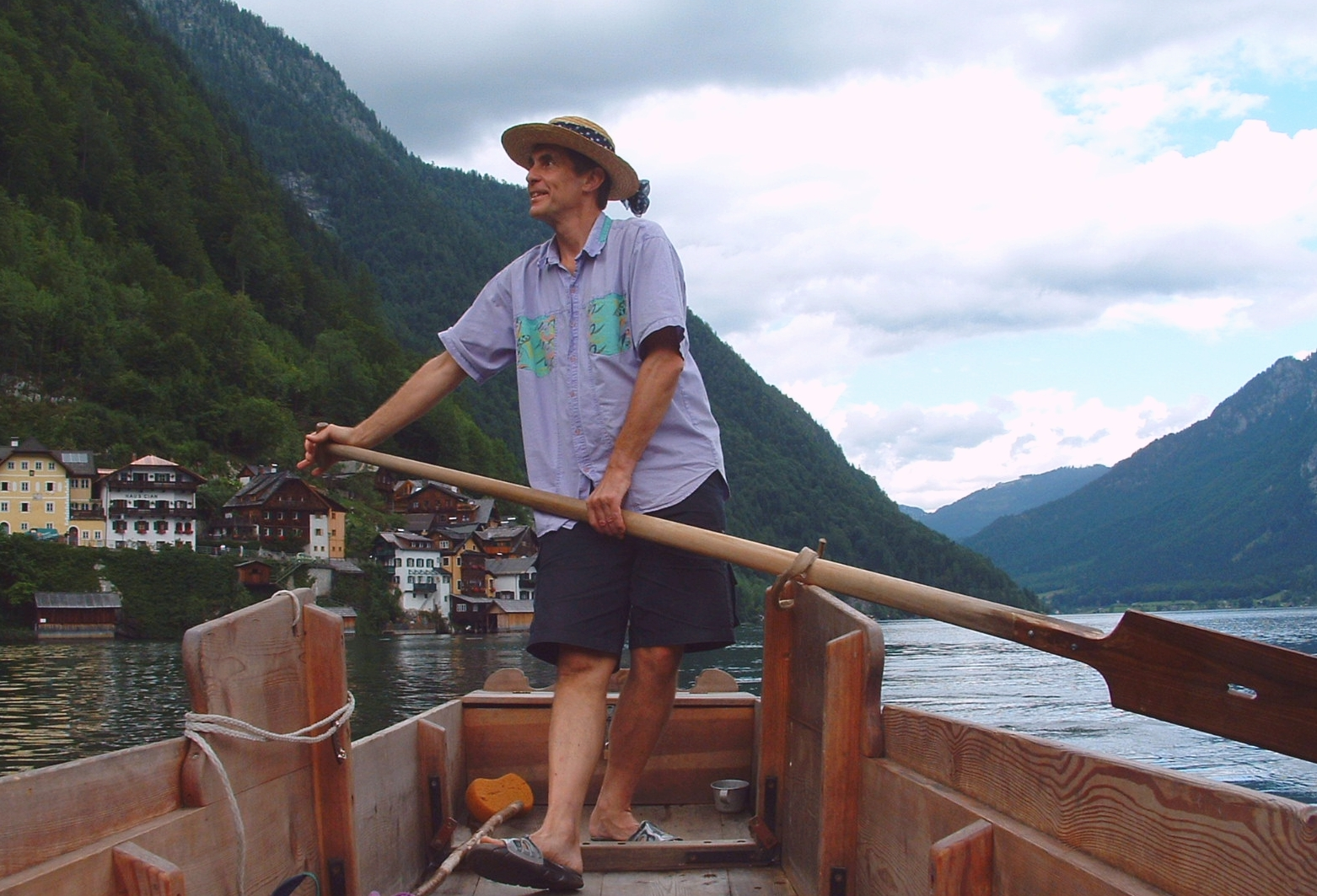
Fuhr am Hallstättersee

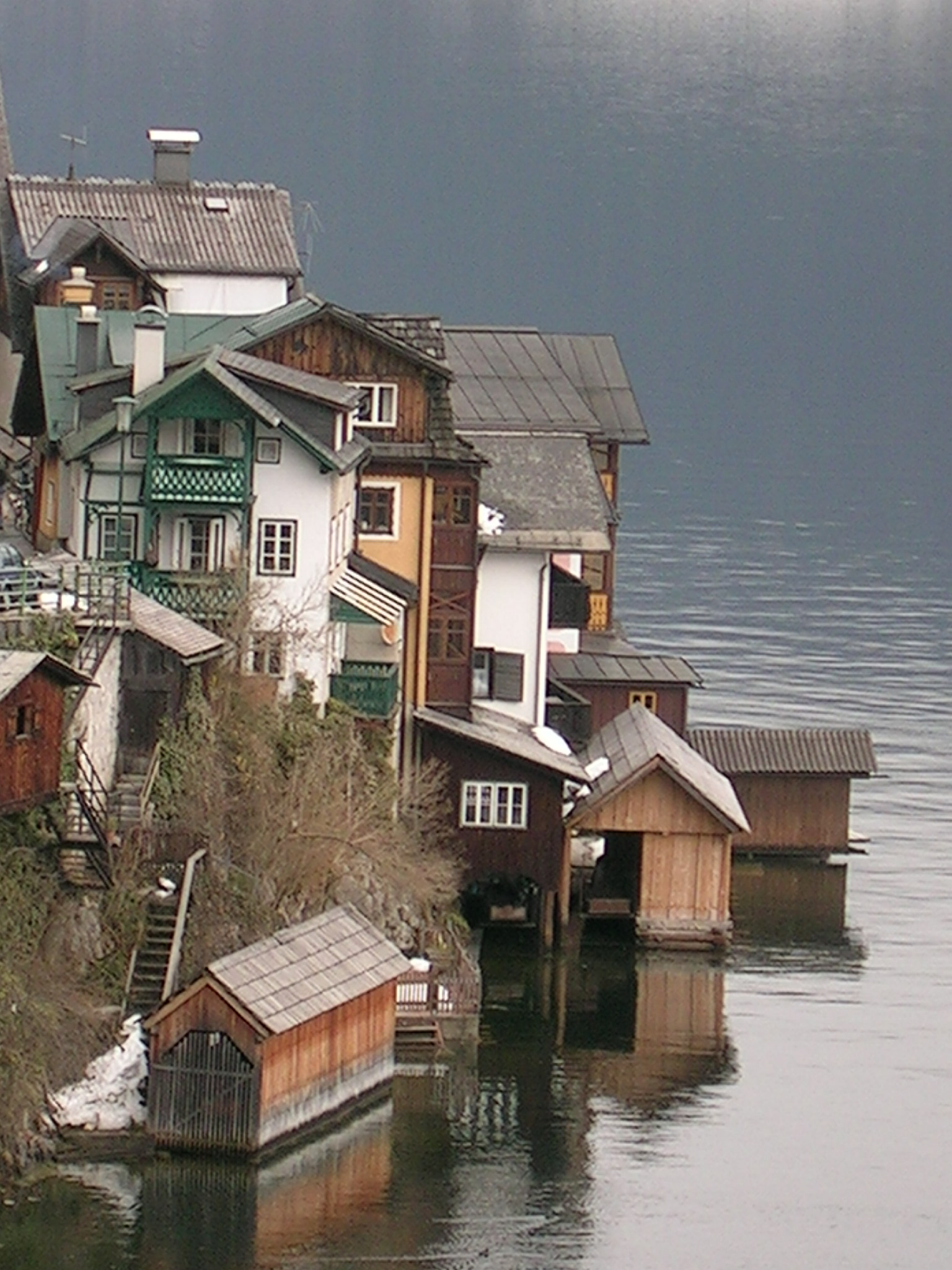
Bootshäuser am Hallstättersee

Die Fuhr am Hallstättersee ist ein traditionelles Güter- und Personentransportmittel und Teil des immateriellen Kulturerbes in Österreich im Sinne der UNESCO. Die Fuhren werden seit dem 13. Jahrhundert bis heute in Handarbeit nach mündlicher Überlieferung aus heimisch gewachsenem Holz angefertigt.

## Geschichte
Mit der Wiedereröffnung des Salzbergwerkes in Hallstatt im 13. und 14. Jahrhundert gewann die Schifffahrt als Transportweg über den Hallstätter See an Bedeutung. Es wurden spezielle Schiffe benötigt, die sowohl den großen Lasten des Salztransportes als auch den Gefahren der Flussfahrt standhalten konnten. Zu diesem Zweck wurden Kähne in langgezogener Bauweise mit geringem Tiefgang und Längsruder gebaut. Zunächst wurden sie in leichter Bauweise angefertigt und nur für den einmaligen Transport verwendet, später dann in massiverer Bauweise für den mehrmaligen Gebrauch, um Holz einzusparen. Die Fuhren wurden auch für den Personentransport genutzt, um abgelegene Gegenden zu erreichen. Durch den Ausbau der Infrastruktur durch Eisenbahn und Straßen wurde die Fuhr als Transportmittel weniger wichtig. Mit der Zeit etablierten sich auch andere Schiffsbauweisen, die Faszination der traditionellen Fuhre blieb jedoch nach wie vor bestehen. Ab dem 19. Jahrhundert wurden Fuhren zunehmend für Ausflüge verwendet und auch heute ist die touristische Nutzung ein zentraler Aspekt.

## Bauweise
Eine Fuhre setzt sich aus einem Boden, Seitenwänden, unterschiedliche Anzahl von Kipfen (Spanten), Kranzling (Hochzug am Bug), Steuerstock (Heckteil), Kehrweri (für die Befestigung der Ruder mit überhöhten Seitenwänden zum stehenden Rudern) und Ochsenziem (Rundschlinge für die Ruderaufnahme) zusammen. Die Bestandteile werden weitestgehend in Handarbeit nach mündlichen Überlieferungen und aus heimisch gewachsenem Holz gefertigt. Heute sind noch drei Personen in der Lage, die traditionelle Bauweise auszuführen und weiterzugeben.

## Verwendung
Die Fuhren am Hallstättersee werden zum Materialtransport, für Freizeitfahrten, die Sportfischerei und für Festfahrten verwendet. Auch die touristische Nutzung gewinnt immer mehr an Bedeutung. Mittels eines Handruders werden die Fuhren im Stehen angetrieben, was einen hohen Grad an Geschicklichkeit und jahrelanges Training erfordert. Heute werden zusätzlich zu den traditionellen Rudereinrichtungen manchmal auch Elektromotoren verwendet.

## Kulturerbe
Seit 2020 ist die Fuhr am Hallstättersee Teil des immateriellen Kulturerbes in Österreich im Sinne der UNESCO. Dabei wird sie den Bereichen „mündlich überlieferte Traditionen und Ausdrucksformen, einschließlich der Sprache als Trägerin des immateriellen Kulturerbes“ (mündliche Überlieferung der Handwerkstechnik), „Wissen und Praktiken in Bezug auf die Natur und das Universum“ (Kunst des Ruderns und Steuerns am See) und „traditionelle Handwerkstechniken“ (der Fuhrenbau) zugeordnet.